# Eurranthis plummistaria
Eurranthis plummistaria és una espècie de lepidòpter ditrisi de la família dels geomètrids (Geometridae). S'alimenta de la botja d'escombres (Dorycnium pentaphyllum), que és un arbust molt estès pels Països Catalans.